# Andre Schneider-Laub
Andre Schneider-Laub (ur. 12 sierpnia 1958) – niemiecki lekkoatleta, specjalista skoku wzwyż. W czasie swojej kariery reprezentował Republikę Federalną Niemiec.
Zajął 11. miejsce w skoku wzwyż na halowych mistrzostwach Europy w 1977 w San Sebastián.
Zdobył srebrny medal w tej konkurencji na mistrzostwach Europy juniorów w 1977 w Doniecku, przegrywając jedynie z Władimirem Jaszczenką ze Związku Radzieckiego. Na mistrzostwach Europy w 1978 w Pradze zajął 7. miejsce.
Zdobył brązowy medal w skoku wzwyż na halowych mistrzostwach Europy w 1979 w Wiedniu, przegrywając jedynie z zawodnikami radzieckimi Jaszczenką i Giennadijem Biełkowem. Na halowych mistrzostwach Europy w 1981 w Grenoble zajął w tej konkurencji 9. miejsce. Zajął 4. miejsce na mistrzostwach Europy w 1982 w Atenach. Zajął 6. miejsce na halowych mistrzostwach Europy w 1987 w Liévin. oraz odpadł w kwalifikacjach na halowych mistrzostwach świata w 1987 w Indianapolis. 
Schneider-Laub był mistrzem RFN w skoku wzwyż w 1977 i 1978, wicemistrzem w 1979 i 1986 oraz brązowym medalistą w 1980, 1982, 1984, 1985 i 1988, a w hali był wicemistrzem w 1979, 1981 i 1987 oraz brązowym medalistą w 1977, 1984 i 1986.
5 września 1978 we Frankfurcie wyrównał rekord RFN w skoku wzwyż skokiem na wysokość 2,26 m. 
Jego rekord życiowy na otwartym stadionie wynosił 2,30 m (17 sierpnia 1979 w Berlinie), a w hali 2,27 m (21 lutego 1987 w Liévin).